# غلين ووكر (لاعب كرة قدم)
غلين ووكر (بالنرويجية البوكمول: Glenn Walker)‏ (17 يونيو 1998 - ) هو لاعب كرة قدم نرويجي في مركز الدفاع.

## وصلات خارجية
- غلين ووكر (لاعب كرة قدم) على موقع اتحاد النرويج (النرويجية)
- غلين ووكر (لاعب كرة قدم) على موقع قاعدة بيانات كرة القدم.إي يو (الإنجليزية)